# کرو ده پاسکو
کرو ده پاسکو (به اسپانیایی: Cerro de Pasco) یک شهر در پرو است که در منطقه پاسکو واقع شده‌است.

## خصوصیات
کرو ده پاسکو ۴٬۳۳۰ متر بالاتر از سطح دریا واقع شده و ۶۶٬۲۷۲ نفر جمعیت دارد.

## خواهرخوانده
شهر دوبروونیک خواهرخواندهٔ کرو ده پاسکو هست.